# Montigny-lès-Metz
Montigny-lès-Metz település Franciaországban, Moselle megyében. Lakosainak száma 21 869 fő (2022. január 1.). Montigny-lès-Metz Longeville-lès-Metz, Marly, Metz, Moulins-lès-Metz és Scy-Chazelles községekkel határos.

## Népesség
A település népességének változása:
| Lakosok száma | 24 520 | 22 114 | 21 983 | 22 843 | 21 831 | 21 430 | 21 819 | 21 879 | 21 788 | 21 869 |
|               | 1968   | 1982   | 1990   | 2006   | 2013   | 2015   | 2017   | 2019   | 2020   | 2022   |